# Ultimate Soundtracker
Ultimate Soundtracker est un tracker, un séquenceur musical destiné à l'Amiga, créé par Karsten Obarski et publié en 1987. Il s'agit du premier logiciel de ce type à avoir vu le jour.

## Historique
Ultimate Soundtracker est créé par le développeur allemand Karsten Obarski, à l'époque membre d'un groupe de développeurs nommé EAS. Initialement, le logiciel connait une phase d'exploitation commerciale, vendu pour Commodore Amiga à partir de la mi-1987.
Au moment de la sortie d'Ultimate Soundtracker, les deux seules manières de faire de la musique numérique sont soit d'utiliser les processeurs audio des machines en les programmant, soit de composer au format MIDI. La première manière est complexe, même pour un programmeur ; la deuxième demande un gros investissement financier et le rendu dépend de la machine. L'idée d'Obarski est de générer de façon logicielle l'ensemble du signal audio numérique pour le transmettre à un système chargé de reproduire le son. Pour cela, Ultimate Soundtracker utilise des samples musicaux, séquencés pas-à-pas. Un utilisateur du logiciel n'a besoin que de sélectionner les samples à jouer et à définir les moments et les hauteurs où ils apparaissent, le tracker se chargeant de générer le son.
Assez différent des logiciels de création musicale contemporains, Ultimate Soundtracker n'obtient pas de succès commercial et EAS finit par en publier le code source. À partir de cette divulgation, le code d'Ultimate Soundtracker est modifié, débogué et distribué dans l'univers naissant de l'Amiga, en faisant un élément important de sa scène démo. Le logiciel finit par donner son nom au genre qu'il a créé, les trackers.
Ultimate Soundtracker possède un disque de samples musicaux, destinés à être utilisé dans les compositions. Ces samples, intitulés « ST-01 », se retrouvent dans une bonne partie de la production de modules de la fin des années 1980.
Noisetracker en 1989 et Pro Tracker en 1991 sont les principales évolutions d'Ultimate Soundtracker.

## Caractéristiques
Ultimate Tracker fait usage de la capacité de l'Amiga à jouer simultanément quatre samples musicaux. Le logiciel offre ainsi quatre canaux (correspondant, dans l'esprit d'Obarski, à une division des musiques en mélodie, accompagnement, basse et percussions). En revanche, le nombre de samples présents dans une même composition est limité à 15.
Pour sauver les morceaux, Ultimate Tracker crée le concept du module, format de données combinant les samples et les pistes. Les fichiers sont sauvegardés selon le format MOD.